# Episodi di Carovane verso il West (settima stagione)
La settima stagione della serie televisiva Carovane verso il West (Wagon Train) è andata in onda negli Stati Uniti dal 16 settembre 1963 al 27 aprile 1964 sulla ABC.
| nº | Titolo originale                 | Prima TV USA      | Titolo italiano | Prima TV Italia |
| -- | -------------------------------- | ----------------- | --------------- | --------------- |
| 1  | The Molly Kincaid Story          | 16 settembre 1963 |                 |                 |
| 2  | The Fort Pierce Story            | 23 settembre 1963 |                 |                 |
| 3  | The Gus Morgan Story             | 30 settembre 1963 |                 |                 |
| 4  | The Widow O'Rourke Story         | 7 ottobre 1963    |                 |                 |
| 5  | The Robert Harrison Clarke Story | 14 ottobre 1963   |                 |                 |
| 6  | The Myra Marshall Story          | 21 ottobre 1963   |                 |                 |
| 7  | The Sam Spicer Story             | 28 ottobre 1963   |                 |                 |
| 8  | The Sam Pulaski Story            | 4 novembre 1963   |                 |                 |
| 9  | The Eli Bancroft Story           | 11 novembre 1963  |                 |                 |
| 10 | The Kitty Pryer Story            | 18 novembre 1963  |                 |                 |
| 11 | The Sandra Cummings Story        | 2 dicembre 1963   |                 |                 |
| 12 | The Bleecker Story               | 9 dicembre 1963   |                 |                 |
| 13 | The Story of Cain                | 16 dicembre 1963  |                 |                 |
| 14 | The Cassie Vance Story           | 23 dicembre 1963  |                 |                 |
| 15 | The Fenton Canaby Story          | 30 dicembre 1963  |                 |                 |
| 16 | The Michael Malone Story         | 6 gennaio 1964    |                 |                 |
| 17 | The Jed Whitmore Story           | 13 gennaio 1964   |                 |                 |
| 18 | The Geneva Balfour Story         | 20 gennaio 1964   |                 |                 |
| 19 | The Kate Crawley Story           | 27 gennaio 1964   |                 |                 |
| 20 | The Grover Allen Story           | 3 febbraio 1964   |                 |                 |
| 21 | The Andrew Elliott Story         | 10 febbraio 1964  |                 |                 |
| 22 | The Melanie Craig Story          | 17 febbraio 1964  |                 |                 |
| 23 | The Pearlie Garnet Story         | 24 febbraio 1964  |                 |                 |
| 24 | The Trace McCloud Story          | 2 marzo 1964      |                 |                 |
| 25 | The Duncan McIvor Story          | 9 marzo 1964      |                 |                 |
| 26 | The Ben Engel Story              | 16 marzo 1964     |                 |                 |
| 27 | The Whipping                     | 23 marzo 1964     |                 |                 |
| 28 | The Santiago Quesada Story       | 30 marzo 1964     |                 |                 |
| 29 | The Stark Bluff Story            | 6 aprile 1964     |                 |                 |
| 30 | The Link Cheney Story            | 13 aprile 1964    |                 |                 |
| 31 | The Zebedee Titus Story          | 20 aprile 1964    |                 |                 |
| 32 | Last Circle Up                   | 27 aprile 1964    |                 |                 |

## The Molly Kincaid Story
- Prima televisiva: 16 settembre 1963
- Diretto da: Virgil Vogel
- Scritto da: Gene L. Coon

### Trama
- Guest star: William Challee (conducente della diligenza), Myron Healey (Doc Curley), Michael Fox (barista), James Griffith (esercente dell'hotel), Barbara Stanwyck (Kate Crawley), Ray Danton (Robert Kincaid), Fabian (Rome Wolfson), Carolyn Jones (Molly Kincaid), Brenda Scott (Martha Kincaid), Pamela Austin (Marrybelle Freeman), Harry Carey, Jr. (Charlie Hankins), Richard Reeves (Wells), Russ Conway (Freeman)

## The Fort Pierce Story
- Prima televisiva: 23 settembre 1963
- Diretto da: William Witney
- Scritto da: John McGreevey

### Trama
- Guest star: Ron Hayes (Gil Fowler), Kathie Browne (Beth Fowler), Berkeley Harris (sergente Kincaid), Robert J. Wilke (sergente Wick), Ronald Reagan (capitano Paul Winters), Ann Blyth (Nancy Winters), John Doucette (colonnello Wayne Lathrop), Jackie Russell (Georgia)

## The Gus Morgan Story
- Prima televisiva: 30 settembre 1963
- Diretto da: Virgil Vogel
- Scritto da: Norman Jolley

### Trama
- Guest star: Paul Birch (Sam Benson), Harry Swoger (Ben), Harlan Warde (dottor Haynes), Ken Mayer (Jesse), Peter Falk (Gus Morgan), Tommy Sands (Ethan Morgan), Tim Graham (Walters)

## The Widow O'Rourke Story
- Prima televisiva: 7 ottobre 1963
- Diretto da: Joseph Pevney
- Scritto da: Leonard Praskins, Sloan Nibley

### Trama
- Guest star: Peter Mamakos (banditore), Linda Ho (Ming Lu), Naji Gabbay (Buyer), H. T. Tsiang (Mandarin), Carol Lawrence (Mei Ling), Robert Fuller (Terence O'Rourke), Richard Loo (Lin Yang), Noel de Souza (acquirente)

## The Robert Harrison Clarke Story
- Prima televisiva: 14 ottobre 1963
- Diretto da: William Witney
- Scritto da: Gene L. Coon

### Trama
- Guest star: L. Q. Jones (Ike Truman), William Bryant (capitano Jeterman), Jan Arvan (capo Oopaknah), Rees Vaughn (tenente Crane), Michael Rennie (Robert Harrison Clarke), Brian Keith (sergente Gault), Henry Silva (Ram Singh), George Keymas (John Warbow), Royal Dano (John Bouchette), Randy Boone (soldato Jamie), Dean Williams (Grider)

## The Myra Marshall Story
- Prima televisiva: 21 ottobre 1963
- Diretto da: Joseph Pevney
- Scritto da: Peter Germano

### Trama
- Guest star: Norman Leavitt (Slim), I. Stanford Jolley (Doc Barnes), Jackie Searl (Manny), Read Morgan (Jake), Suzanne Pleshette (Myra Marshall Rothman), Charles Drake (Verne Rothman), Rex Reason (Colin Brenner), Jack Lambert (Nick), Beverley Owen (Grace Marshall), Stanley Clements (Joe), Dayton Lummis (Rev. Phillip Marshall), Daniel Milland (Tom Donahue), Paul Baxley (Reno), Sidney Clute (Cal Williams), George Greco (Stryker), Kam Tong (Leung)

## The Sam Spicer Story
- Prima televisiva: 28 ottobre 1963
- Diretto da: R. G. Springsteen
- Scritto da: Norman Jolley

### Trama
- Guest star: Frank Mitchell (Stoney), Jon Locke (Cam Davis), Dennis McCarthy (Harmon), Fred Coby (Kirk), Clu Gulager (Sam Spicer), Ed Begley (Reno Sutton), Frank Cady (Hiram), Jean Inness (Ma Adams), Mark Tapscott (sceriffo)

## The Sam Pulaski Story
- Prima televisiva: 4 novembre 1963
- Diretto da: Allen H. Miner
- Scritto da: Allen H. Miner

### Trama
- Guest star: Orville Sherman (Shorty), David Fresco (Old Salt), Tom Signorelli (Mike), Jonathan Kidd (Louie), Ross Martin (Sam Pulaski), Annette Funicello (Rose Pulaski), Jocelyn Brando (Mrs. Pulaski), Stanley Adams (Jersey), Richard Bakalyan (Muscles), Morgan Woodward (Pocky), Joan Staley (Polly Ann Hill), Harry Carey, Jr. (John Jay Burroughs), Clancy Cooper (ufficiale McGowan), Seymour Cassel (Ed)

## The Eli Bancroft Story
- Prima televisiva: 11 novembre 1963
- Diretto da: R. G. Springsteen
- Scritto da: Steven Ritch

### Trama
- Guest star: Kay Stewart (Martha Bancroft), Elisabeth Fraser (Abby Carter), Dal McKennon (Frank Collins), William Hughes (Young Adam), Leif Erickson (Eli Bancroft), Randy Boone (Noah Bancroft), Carl Reindel (Adam Bancroft), Bruce Dern (Seth Bancroft), David Carradine (John Mason), Diane Mountford (Milly Dawson), Nestor Paiva (Money Joe), Barbara Woodell (Mrs. Talley), Rachel Ames (Emily Dawson), Larry J. Blake (Tom Jackson), Parley Baer (George Talley), Patricia Lyon (Rose Mason)

## The Kitty Pryer Story
- Prima televisiva: 18 novembre 1963
- Diretto da: Allen H. Miner
- Scritto da: Allen H. Miner

### Trama
- Guest star: John Dennis (sergente di polizia), Milton Frome (sceriffo), Allen Joseph (Sanders), Jack Big Head (nativo americano), Diana Hyland (Kitina "Kitty" Pryer), Bradford Dillman (Myles Brisbane), Jeanne Cooper (Martha Harpe), Don Durant (Victor Harpe), Dal McKennon (Alex)

## The Sandra Cummings Story
- Prima televisiva: 2 dicembre 1963
- Diretto da: Virgil Vogel
- Scritto da: Norman Jolley

### Trama
- Guest star: Norman Leavitt (guardia), James Johnson (Otho Fowler), K. L. Smith (sentinella), Brett King (tenente), Rhonda Fleming (Sandra Cummings), Cynthia Pepper (Paula Cummings), Michael Conrad (Luke Moss), John Archer (Jonathan Lott), Jack Easton, Jr. (Jefferson Smith), Paul Baxley (sentinella)

## The Bleecker Story
- Prima televisiva: 9 dicembre 1963
- Diretto da: William Witney
- Scritto da: Ted Sherdeman, Jane Klove

### Trama
- Guest star: Brooke Bundy (Bessie McFerren), Tudor Owen (McFerren), Jan Kemp (Butler), John McKee (Quincy), Joan Blondell (Ma Bleecker), Ed Nelson (Al Bleecker), Ruta Lee (Jenny Hynes), Tim McIntire (Dave Bleecker), Holly McIntire (Holly Bleecker), Tyler McVey (colonnello Webster)

## The Story of Cain
- Prima televisiva: 16 dicembre 1963
- Diretto da: Allen H. Miner
- Scritto da: Allen H. Miner

### Trama
- Guest star: Anne Helm (Ruth), Ron Hayes (John Cain), Allen Joseph (Benny), Frank Overton (dottore), Lane Bradford (sceriffo)

## The Cassie Vance Story
- Prima televisiva: 23 dicembre 1963
- Diretto da: Joseph Pevney
- Scritto da: Betty Andrews

### Trama
- Guest star: Sam Edwards (Hollis Ames), Barry Atwater (Warden), Richard Hale (Holland), Karen Green (Young Cassie), Laraine Day (Cassie Vance), Richard Carlson (Adam Vance), Kevin Corcoran (Davey Vance), Robert Strauss (Floyd Sharp), Eve McVeagh (Mrs. Sharp), John Harmon (Bert Jenkins), Adrienne Marden (Mrs. Jenkins), Beverly Washburn (Millie Sharp), Eleanor Audley (Minerva Ames), Harry Holcombe (giudice)

## The Fenton Canaby Story
- Prima televisiva: 30 dicembre 1963
- Diretto da: Joseph Pevney
- Scritto da: Thomas Thompson

### Trama
- Guest star: I. Stanford Jolley (Briggs), John Hoyt (colonnello Grant Clayton), George Dunn (Jones), Jess Kirkpatrick (Doc Carlson), Jack Kelly (Fenton Canaby), Barbara Bain (Lucy Garrison), Virginia Gregg (Grace Lowe), Robert Cornthwaite (Byron Lowe), Jon Locke (Gabe Lennister), Dee Carroll (Elizabeth Lennister), Walter Reed (Simms)

## The Michael Malone Story
- Prima televisiva: 6 gennaio 1964
- Diretto da: Virgil Vogel
- Scritto da: Gerry Day, David Richards

### Trama
- Guest star: Armand Alzamora (dottor Perez), Nellie Burt (Nora Holland), Chuck Courtney (Paul), John Bryant (dottore), Michael Parks (Michael Malone), Dick York (Ben Mitchell), Joyce Bulifant (Juli Holland), Judi Meredith (Beth Mitchell), Tim Graham (maniscalco)

## The Jed Whitmore Story
- Prima televisiva: 13 gennaio 1964
- Diretto da: Virgil Vogel
- Scritto da: Teddi Sherman

### Trama
- Guest star: Sterling Franck (Young Harry), Robert Biheller (Young Jed), Burt Mustin (Max), Byron Morrow (Haley), Neville Brand (Frank Lewis/Jed Whitmore), Karl Swenson (Harry Whitmore), Lois Roberts (Patsy Lewis), Jan Clayton (Jean Lewis), Les Tremayne (William Carr), William Mims (Marv Jennings), Mike Ross (Ernie Whitmore)

## The Geneva Balfour Story
- Prima televisiva: 20 gennaio 1964
- Diretto da: Sutton Roley
- Scritto da: Ken Trevey

### Trama
- Guest star: Kate Murtagh (Hallie McGraw), Jack Grinnage (Jubal Devlin), William Challee (Slocum), James Griffith (Lew Pumfret), Kathleen Freeman (Clara Pumfret), Sherry Jackson (Geneva Balfour), Robert Lansing (giudice Arthur Forbes), Peter Brown (Aaron Balfour), Archie Moore (Ishmael), E. J. Andre (Simon Turpin), Byron Foulger (Cort Sutler)

## The Kate Crawley Story
- Prima televisiva: 27 gennaio 1964
- Diretto da: Virgil Vogel
- Scritto da: Norman Jolley

### Trama
- Guest star: K. L. Smith (Otis), Margaret Sheridan (Jill), Dean Oliver (Jim), Bill Baldwin (reverendo Bailey), Barbara Stanwyck (Kate Crawley), Noah Beery, Jr. (Stump Beasley), Richard Reeves (Pop Harmon), Charles Carlson (Jessup Harmon), Juney Ellis (Emma), Fern Barry (Clara), Dorothy Morris (Lola), Karen Flynn (Liz), James Bynum (Dean)

## The Grover Allen Story
- Prima televisiva: 3 febbraio 1964
- Diretto da: Joseph Pevney
- Scritto da: Jack Curtis

### Trama
- Guest star: Scott Lane (Jeff Allen), Byron Foulger (George Duskin), Charlie Morton (guardiano), Lillian Bronson (Phoebe), Burgess Meredith (Grover Allen), Nancy Gates (Della Allen), Marshall Thompson (Will Stebbins), Paul E. Burns (Fred Elkins)

## The Andrew Elliott Story
- Prima televisiva: 10 febbraio 1964
- Diretto da: Herschel Daugherty
- Scritto da: John Kneubuhl

### Trama
- Guest star: Jon Locke (Blake Reese), Skip Homeier (George Simpson), Robert Osterloh (Jack Hunt), Grace Lee Whitney (Nora), Everett Sloane (senatore Harold Elliott), Dick Sargent (Andrew Elliott), Alfred Ryder (maggiore Ogden), Myron Healey (sergente Robert Rollins)

## The Melanie Craig Story
- Prima televisiva: 17 febbraio 1964
- Diretto da: Joseph Pevney
- Scritto da: John McGreevey

### Trama
- Guest star: Amzie Strickland (Mrs. Lowell), Marjorie Bennett (Maud Wilkes), Terry Burnham (Charlotte Endicott), Elvia Allman (Mrs. Tucker), Myrna Fahey (Melanie Craig), Jim Davis (Rudd Basham), John Craig (Prentiss Dodd), Tony Young (Quent Loomis), Roger Torrey (Sonny Wilkes), Bobby Diamond (Matt Bashamn), William Hughes (Mark Basham), Scott Lane (Luke Basham), Duane Grey (Frank Endicott)

## The Pearlie Garnet Story
- Prima televisiva: 24 febbraio 1964
- Diretto da: Herschel Daugherty
- Scritto da: Leonard Praskins

### Trama
- Guest star: Ken Mayer (Ed Norton), Ralph Leabow (Simon), David McMahon (Stimson), Leonard P. Geer (Jim Cole), Marilyn Maxwell (Molly Sadler), Hugh Beaumont (Jed Halick), Sharon Farrell (Pearlie Garnet), H. M. Wynant (Clay Boudreau), Aline Towne (Lovey), Laurie Mitchell (June), Lane Chandler (sceriffo), Jan Arvan (Faro Dealer)

## The Trace McCloud Story
- Prima televisiva: 2 marzo 1964
- Diretto da: Virgil Vogel
- Scritto da: John McGreevey

### Trama
- Guest star: Harry Harvey (sindaco Ives), James McCallion (Roger Bannister), Richard H. Cutting (Knudsen), Nora Marlowe (Hilda Bannister), Larry Pennell (Trace McCloud), Paul Newlan (Ben Tatum), Audrey Dalton (Lola Modina), Rachel Ames (Florence Yeager), Stanley Adams (Merlin the Great), John Lupton (Ernie Weaver), Charlie Briggs (Joe Weaver), Hank Brandt (Ingram)

## The Duncan McIvor Story
- Prima televisiva: 9 marzo 1964
- Diretto da: Herschel Daugherty
- Scritto da: Norman Jolley

### Trama
- Guest star: Michael Beirne (soldato Bivins), Don Gazzaniga (Whitney), L. Q. Jones (soldato James Jones), Ashley Cowan (soldato Bruce Hawkins), Ron Hayes (tenente Duncan McIvor), Chris Robinson (tenente Brad Carter), Joanna Moore (Lucinda Carter), John Larkin (colonnello Lipton), Gene Evans (sergente Jake Orly), James Griffith (Garrett), Mike Mazurki (caporale Otto Moller), Jess Kirkpatrick (Babcock)

## The Ben Engel Story
- Prima televisiva: 16 marzo 1964
- Diretto da: Joseph Pevney
- Scritto da: Betty Andrews

### Trama
- Guest star: Frances Morris (Mrs. Jenks), Darby Hinton (Benjie Diel), Elisha Cook, Jr. (Matt Wilson), Dick Winslow (Fiddling John), Clu Gulager (Harry Diel), John Doucette (Ben Engel), Katherine Crawford (Evvie Diel), Whit Bissell (Mac McLeod), J. Pat O'Malley (Colin Dunn), I. Stanford Jolley (Jenks), Frank Ferguson (giudice Larkin)

## The Whipping
- Prima televisiva: 23 marzo 1964
- Diretto da: Virgil Vogel
- Scritto da: Leonard Praskins

### Trama
- Guest star: Harold Goodwin (uomo), John Litel (dottor Burke), Mike Smith (ragazzo), Thomas Alexander (ragazzo), Martin Balsam (March Jones), Jeanne Cooper (Molly Garland), William Fawcett (Finley), Ann Staunton (donna)

## The Santiago Quesada Story
- Prima televisiva: 30 marzo 1964
- Diretto da: Virgil Vogel
- Scritto da: Gerry Day

### Trama
- Guest star: Nina Roman (Anitra), Morgan Woodward (Jute Pardee), Sandy Sanders (Joe), Kay Stewart (Mrs. Reid), Joseph Wiseman (James Case/Santiago Quesada), Edward Binns (maggiore Starbuck), Jena Engstrom (Kim Case), Perry Lopez (Lance Starbuck), Walter Coy (Meacham), George Keymas (Stitch), William Phipps (sergente Reardon)

## The Stark Bluff Story
- Prima televisiva: 6 aprile 1964
- Diretto da: Allen H. Miner
- Scritto da: Allen H. Miner

### Trama
- Guest star: Stanley Adams (giudice Pike), Hari Rhodes (Jefferson Washington Freeman), Chester Hayes (Vladimir), Carmen D'Antonio (Olga Stark), Ray Danton (Zeb Stark), Jean Hale (Suzy Durfee), Peter Whitney (sceriffo Pincus), Leonard L. Thomas (Pete)

## The Link Cheney Story
- Prima televisiva: 13 aprile 1964
- Diretto da: Joseph Pevney
- Scritto da: John McGreevey

### Trama
- Guest star: Alice Backes (Ada Meecham), Yvonne Craig (Ellie Riggs), Paul Stader (Rankin), Paul Baxley (Jake), Will Kuluva (Euchre Jones), Charles Drake (Link Cheney), Pippa Scott (Dorothea Gilford), Tom Simcox (Tim Riggs), Harry Von Zell (Henry Baffle)

## The Zebedee Titus Story
- Prima televisiva: 20 aprile 1964
- Diretto da: Virgil Vogel
- Scritto da: Norman Jolley

### Trama
- Guest star: Jan Kemp (Carpenter), Earl Hansen (Farrier), Robert Santon (Pietro), Eddie Little Sky (capo), Neville Brand (Zebedee Titus), Victoria Vetri (Maria), Harry Harvey (Parsons), Sidney Clute (maggiore Hanley), Dal McKennon (Horse Trader), Otto Reichow (maniscalco)

## Last Circle Up
- Prima televisiva: 27 aprile 1964
- Diretto da: Allen H. Miner
- Scritto da: Allen H. Miner

### Trama
- Guest star: Valora Noland (Rebecca Moses), Tom Skerritt (Hamish Browne), Sharon Dillon (Betsy Jameson), J. Pat O'Malley (Earl Calkins), Joe De Santis (Samuel Moses), Naomi Stevens (Hannah Moses), Karen Green (Heather Browne), Tim McIntire (Dewey Jameson), Arthur Space (Dewhurst Jameson), Kay Stewart (Priscilla Jameson), Lane Bradford (Kenny Stark)